# Klammkapelle (Dorfgastein)

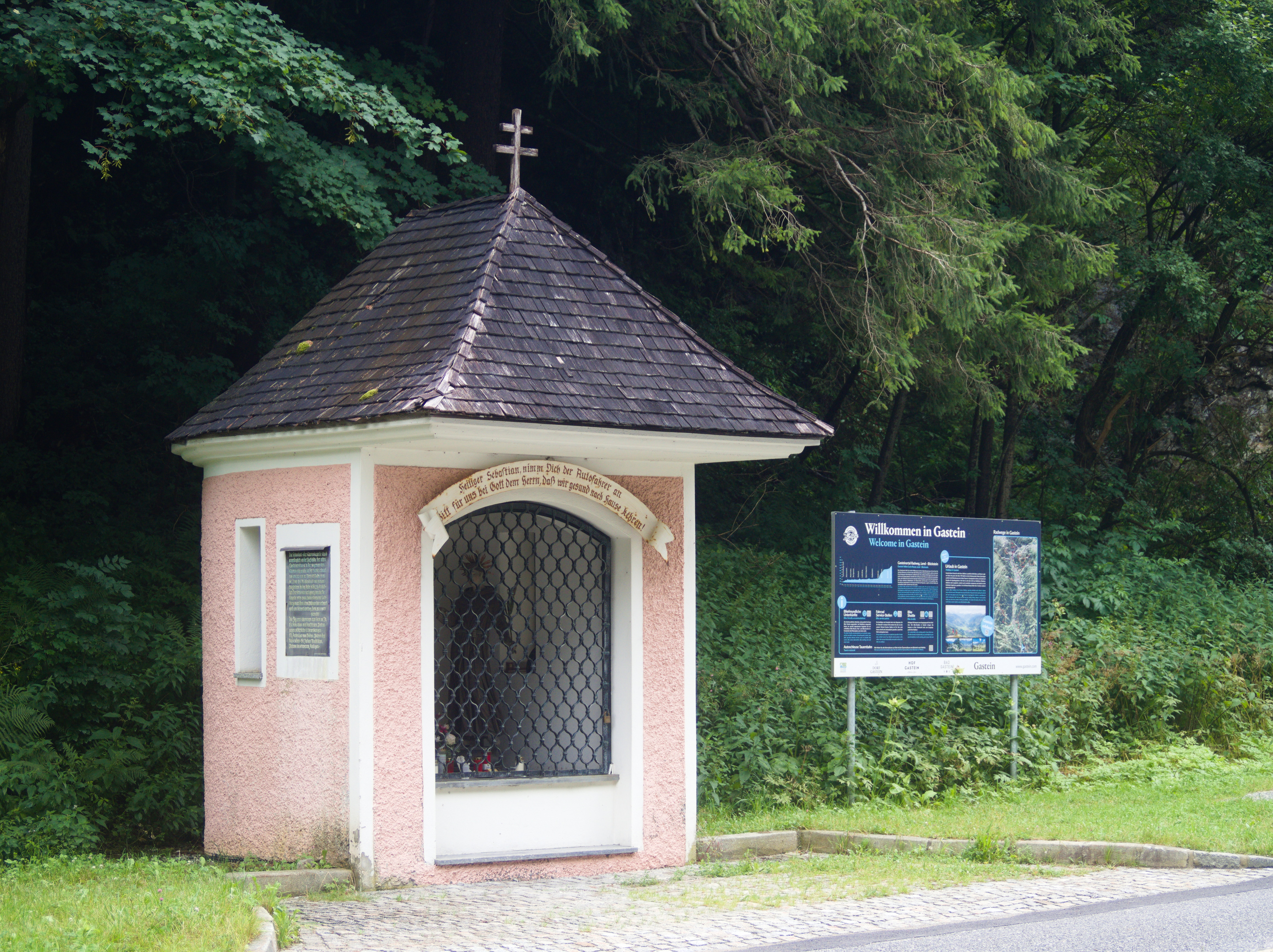
Die Klammkapelle

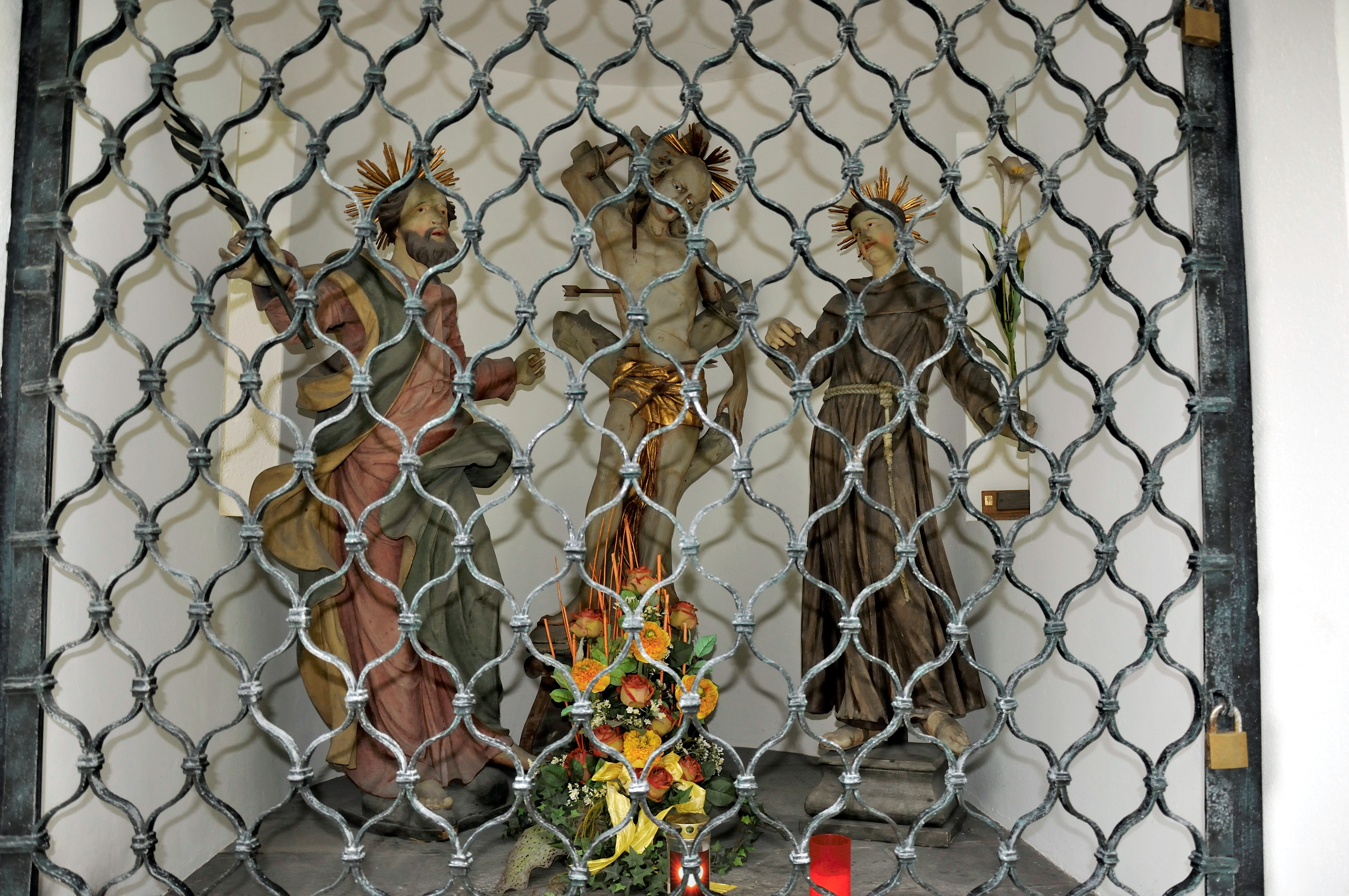
Denkmalgeschützte Heiligenfiguren in der Klammkapelle: Judas Thaddäus, Sebastian, Antonius von Padua

Die Klammkapelle (auch Sebastianikapelle oder Sebastian-Kapelle) in Dorfgastein im Land Salzburg wurde im Jahr 1976 als Ersatz für einen Vorgängerbau errichtet. Die darin befindlichen geschnitzten Figuren sind wesentlich älter und stehen unter Denkmalschutz (Listeneintrag).

## Lage
Die Kapelle liegt am Beginn des Gasteinertales vor dem Klammsteintunnel am Parkplatz Entrische Kirche nördlich der Burg Klammstein.
Am gegenüberliegenden Ufer der Gasteiner Ache befindet sich das Flusskraftwerk Klammstein.

## Geschichte
Am Sebastianstag, den 20. Januar 1212, verunglückten der Propst des Klosters St. Zeno in Reichenhall und ein Mitbruder in der vereisten Gasteiner Klamm, nachdem sie eine im Jahr 1208 erfolgte Schenkung der Witwe Euphemia von Peilstein im Gasteinertal visitiert hatten. Die Leichen der beiden Geistlichen wurden erst am nächsten Tag unter den Eisschollen in der Tiefe der Klamm geborgen. Zur Erinnerung an dieses Ereignis wurde am Klammpass eine Kapelle errichtet, die zu Ehren des hl. Sebastian geweiht wurde.
Der ursprüngliche Erinnerungsort befand sich auf dem Gebiet der Pfarre Lend, weshalb die Kapelle von jeher von Lend aus betreut wurde. Der Wegmacher von Lend war es auch, der bei Einbruch der Dunkelheit hier stets ein Licht anzündete. Die Familie Bachbauer, Besitzer des seinerzeitigen Hotels Central in Bad Hofgastein, stiftete alljährlich die Kerzen für die Kapelle, solange sie ein Fuhrwerks- und später ein Auto-Unternehmen führte.
Im Jahr 1954 wurde die Gasteiner Straße im Bereich der Klamm zweispurig ausgebaut, wobei die Andachtsstätte abgetragen und etwa 10 Meter tiefer erneut aufgestellt und 1955 renoviert wurde. Mit dem Bau der Straßentunnel wurde die uralte Klammstraße aufgelassen, wodurch die Klammkapelle vereinsamt und verwaist geblieben wäre. Deshalb beschloss die Bundesstraßenverwaltung, die Kapelle an anderer Stelle neu zu errichten, wozu sich der neue Parkplatz unterhalb der Burg Klammstein anbot. Nachdem die neue Kapelle im Jahr 1976 errichtet worden war, wurde die alte Kapelle auf der Klammhöhe am 18. Januar 1977 abgetragen. Seither befindet sich die Andachtsstätte im Gebiet der Pfarre Dorfgastein. Mit Rücksicht auf die jahrhundertealte Tradition wird die Kapelle aber weiterhin von der Pfarre Lend gepflegt.

## Beschreibung
Der segmentbogig geöffnete Bildstock mit rundem Abschluss besitzt ein vorkragendes Holzschindeldach.
Die barocken Schnitzwerke des heiligen Sebastian und des hl. Judas Thaddäus stammen aus dem 18. Jahrhundert.
Die Figur des hl. Antonius von Padua wurde im 19. Jahrhundert geschaffen.

## Nutzung
Die Kapelle weist die Reisenden seit jeher auf die Gefahren des Lebens und die Gefahren der Klammenge durch Steinschlag und Lawinen hin.
Am Sebastianitag wird jährlich im Schein von Fackeln und Kerzen das Hochfest zu Ehren des Heiligen gefeiert.